# Athénée de Naucratis
Pour les articles homonymes, voir Athénée.
 (novembre 2023).
Athénée de Naucratis (en grec ancien : Ἀθήναιος Nαυκρατίτης / Athếnaios Naukratitês), né à Naucratis, en Égypte, vers 170, est un érudit et grammairien grec dont la date et le lieu de la mort restent inconnus. Il est l'auteur des Deipnosophistes, une compilation d'anecdotes et de citations d'auteurs antiques dont les œuvres souvent perdues, portant sur l'univers culinaire, matériel et social du banquet (sumposion), ce qui en fait une source de premier plan.

## Notice historique

Deipnosophistae, 1535

Athénée est un Grec d'Égypte, né à Naucratis (probablement sous Marc Aurèle, l'empereur philosophe).
Athénée a sans doute reçu son éducation à Naucratis et à Alexandrie, centres importants des études littéraires et sophistiques: nous n'avons aucune information sur son activité pendant cette première phase de sa vie, même si son œuvre témoigne de sa grande familiarité avec l'érudition alexandrine. Comme beaucoup de lettrés de l'époque, il est venu s'établir à Rome, capitale de l'Empire. Sous la protection d'un riche romain membre de l'ordre équestre, Larensis, possesseur d'une importante bibliothèque de vieux livres grecs et à qui il dédie son œuvre, c'est là qu'il rédige Les Deipnosophistes, qu'on peut traduire par « le banquet des sophistes » ou encore « le banquet des savants ». Il reprend la forme des Propos de table de Plutarque, qui eux-mêmes s'inspiraient du célèbre Banquet de Platon. Un certain nombre d'auteurs grecs se sont essayés à ce genre littéraire : Xénophon, autre élève de Socrate, en est un exemple. A. M. Desrousseaux a émis l'hypothèse qu'Athénée était chargé de la bibliothèque de Larensis. De l'ordre du possible, cette hypothèse toutefois n'est pas corroborée directement par Athénée.
Athénée n'a pas la profondeur philosophique de Platon, ni la connaissance socratique de Xénophon, ou encore la qualité stylistique d'un Plutarque. Son projet est autre: écrire une véritable encyclopédie sur l'univers du banquet grec, dans ses deux phases du dîner et du sumposion, dévolu à la consommation du vin. Il traite aussi bien de l'art culinaire que des manières de table, de la vaisselle et des jeux de société, des enjeux éthiques et politiques des banquets, comme de leur histoire et de la littérature spécifique qui en rend compte, depuis l'épopée homérique. Son ouvrage est une immense compilation, qui prend la forme de conversations entre les convives des banquets offerts par Larensis. Il cite des centaines d'ouvrages et d'auteurs, dont une grande partie ne nous est pas parvenue. Cela fait la richesse de l'œuvre, source inépuisable de fragments pour les historiens et philologues modernes, comme de données documentaires sur l'univers matériel, culinaire et social du banquet. Depuis le XIXe siècle, les savants l'ont ainsi beaucoup utilisé pour composer des recueils de « fragments » d'œuvres perdues, notamment de comédies et d'histoires. Plus récemment, au tournant du XXe et du XXIe siècle, on s'est interrogé sur ses partis pris et sa capacité à donner une idée juste de œuvres citées,.
Athénée montre dans son œuvre son érudition historique et philologique, comme sa connaissance experte de la bibliographie, autant de savoirs qui prirent leur essor dans le Musée et la bibliothèque d'Alexandrie, depuis le IIIe siècle av. J.-C. La complexité stylistique de l'œuvre et la nécessité de prendre en compte la multiplicité des genres littéraires mobilisés dans les citations expliquent que son œuvre n'ait toujours pas été traduite et publiée intégralement en langue française dans une édition savante. Outre quelques souvenirs égyptiens, Athénée nous donne deux informations personnelles dans son œuvre: il a été l'auteur d'un traité sur les monarques de Syrie ainsi que d'un commentaire de la comédie Les Poissons (disparue) d'Archippos, contemporain d'Aristophane.
Il meurt probablement après 223 : Les Deipnosophistes évoquent la mort d'un certain Ulpien, qui est peut-être le juriste Ulpien, mort à cette date. Cependant cela n'est pas sûr : Athénée décrit la mort d'Ulpien comme « heureuse », au sens où elle ne survient pas au terme d'une longue maladie ; or l'Ulpien historique meurt assassiné. Indice plus sûr, Les Deipnosophistes sont utilisés au VIe siècle par le lexicographe Hésychios d'Alexandrie, et le narrateur de l'œuvre, identifié comme « Athénée », situe son propre récit sous le règne de l'empereur Commode, c'est-à-dire de 180 à 192.

### Éditions
- (de) Georg Kaibel :
  - De Athenaei Epitome. Rostock, 1883.
  - Athenaei Naucratitæ Deipnosophistarum libri XV, 3 vols. Leipzig, 1887-1890.
- S. P. Peppink, Athenaei Dipnosophistarum Epitome. I-III. Leiden, E.J. Brill, 1936-1939.

### Traductions
- Banquet des savants, par Athénée, trad. Jean Baptiste Lefebvre de Villebrune, 5 tomes. Paris, Lamy, 1789-1791 lire en ligne sur Gallica
- Les Deipnosophistes, trad. A.-M. Desrousseaux avec le concours de Charles Astruc, tome I (livres I et II), Paris, Les Belles Lettres, Collection des universités de France, 1956, LXXIII-384 p.
- The Learned Banqueters, vol. I-VIII, traduction en anglais par S. Douglas Olson. Cambridge (MA) et Londres, Harvard University Press, « Loeb Classical Library », 2007-2012 (index général dans le tome VIII).
- Les Deipnosophistes - livre XII, Les Plaisirs, éd. bilingue, trad., introd. & notes Anne-Marie Ozanam, Paris, Les Belles Lettres, coll. Classiques en poche, 276 p., 2025  (ISBN 978-2251456836)

### Études
- (en) Barry Baldwin, « Athenaeus and his work », dans Acta Classica, 19 (1976), p. 21-42. [lire en ligne (page consultée le 25 novembre 2023)]
- (it) Giuseppe Zecchini, La cultura storica di Ateneo. Milano, Vita e Pensiero, 1989.
- (en) Andrew Dalby, Siren Feasts. A History of Food and Gastronomy in Greece. London, Routledge, 1996  (ISBN 0-415-15657-2), p. 168-179.
- (en) David Braund & John Wilkins (ed.), Athenaeus and his world : reading Greek culture in the Roman Empire. Exeter, University of Exeter Press, 2000.
- Luciana Romeri, Philosophes entre mots et mets. Plutarque, Lucien et Athénée autour de la table de Platon. Grenoble, Jérôme Millon, coll. « Horos », 2002.
- Alexandre-Marie Desrousseaux, « Introduction », dans Athénée, Les Deipnosophistes, Paris, Les Belles Lettres, « Collection des Universités de France », 2002 (1re éd. 1956) (ISBN 2-251-00068-2), p. I-LXVII
- Dominique Lenfant (éd.), Athénée et les fragments d'historiens. Actes du colloque de Strasbourg (16-18 juin 2005). Paris, De Boccard, 2007.
- Suzanne Saïd, Monique Trédé, Alain Le Boulluec, Histoire de la littérature grecque, Paris, PUF, coll. « Quadrige Manuels », 2019 [4e éd. mise à jour], 724 p. (ISBN 978-2-130-82079-6), p. 480-481 et passim
- Christian Jacob, Faut-il prendre les Deipnosophistes au sérieux ?, Paris, Les Belles Lettres, 2020.